# 房孺復
房 孺復（ぼう じゅふく、756年 - 797年）は、唐代の官僚。本貫は河南府緱氏県。

## 経歴
房琯の庶子として生まれた。幼くして狡猾で、7・8歳で文章を理解しつづることができた。成長すると放蕩傲慢で、情欲のままに行動した。20歳のとき、淮南節度使の陳少遊に召し出されて従事となった。陰陽家や巫覡を多く招き、30を過ぎれば必ず宰相になると揚言させていた。建中4年（783年）、徳宗が奉天に避難すると、包佶が揚州で税賦を管掌していたことから、陳少遊はこの税賦を奪おうとした。包佶が逃亡すると、孺復は陳少遊の意を受けて略奪に向かったが、包佶がすでに江南にわたっていたため、引き返した。陳少遊が死去すると、孺復は浙西節度使の韓滉に召し出されてその幕下に入った。
長兄の房宗偃が左遷先の嶺南で死去すると、その柩が揚州に到着したが、孺復は弔おうとしなかった。孺復ははじめ鄭氏を妻に迎えたが、鄭氏を憎み卑しんで、多くの妾婢を囲った。鄭氏の保母が孺復を諫めると、孺復はまず棺を用意して家人を集め、生きたまま保母を埋葬した。鄭氏が産褥にある3・4日のあいだに船に乗せたため、数日後に鄭氏は風疾で死去した。孺復の悪名はまだ朝廷に知られず、杭州刺史に任じられた。のちに孺復は台州刺史の崔昭の娘を後妻に迎えたが、崔氏は嫉妬深く、孺復の別腹の子ふたりを一夕のうちに杖殺し、雪中に埋めた。観察使がこのことを奏聞すると、詔により事実が調査され、孺復は罪に問われて連州司馬に左遷され、崔氏とは離別させられた。長らくを経て孺復は辰州刺史となった。貞元10年（794年）、容州刺史・容管経略使に転じた。孺復はひそかに崔氏と往来しており、上疏して再婚したいと請願し、徳宗に許可された。2年あまりして、また崔氏と離別したいと上奏した。貞元13年（797年）8月29日、死去した。享年は42。

## 伝記資料
- 『旧唐書』巻111 列伝第61
- 『新唐書』巻139 列伝第64